# Гафія
Футбольний клуб «Гафія» (фр. Hafia Football Club) — гвінейський футбольний клуб з Конакрі, заснований у 1951 році. Виступає у Чемпіонаті Гвінеї. Домашні матчі приймає на стадіоні «28 вересня», місткістю 25 000 глядачів.

## Досягнення

### Національні
- Чемпіонат Гвінеї
  - Чемпіон: 1966, 1967, 1968, 1971, 1972, 1973, 1974, 1975, 1976, 1977, 1978, 1979, 1982, 1983, 1985, 2023
- Кубок Гвінеї
  - Володар: 1992, 1993, 2002, 2017

### Міжнародні
- Ліга чемпіонів КАФ
  - Чемпіон: 1972, 1975, 1977
  - Фіналіст: 1976, 1978.